# 緊急!ビートたけしの独裁国家で何が悪い!
『緊急!ビートたけしの独裁国家で何が悪い!』（きんきゅう!ビートたけしのどくさいこっかでなにがわるい!）は、日本テレビで放映された独裁国家を取り上げる特別番組であり、ビートたけしの冠番組。2007年に第1弾、2008年に第2弾が放送された。司会はビートたけしとくりぃむしちゅーの上田晋也が務めた。

## 概要
独裁政治であっても、国民がとても幸せな状況で生活できている国や、国王による独裁政治を国民自らが望んでいる国等を紹介。なぜ彼らが独裁を求めているのか、なぜその国の国情に独裁が合っているのかなどを通じて日本の民主主義の在り方を問い直していく。

## 放送日時
| 回数  | 放送日時                   |
| ----- | -------------------------- |
| 第1弾 | 2007年9月29日 21:00～23:18 |
| 第2弾 | 2008年9月17日 19:58～22:48 |

## 取材した独裁国家
これらの国にはその後（2021年現在）、体制が改められたところもあることに留意する必要がある。

### 第1弾
- トルクメニスタン
- リビア
- スワジランド
- キューバ
- ブータン

### 第2弾
- ベラルーシ
- ベネズエラ
- キューバ
- カタール
- ジンバブエ
- ボリビア

## キャスト

### 司会
- ビートたけし
- 上田晋也（くりぃむしちゅー）
- 鈴江奈々（日本テレビアナウンサー）

### 出演者
五十音順

#### 第1弾
- 荒俣宏
- アンタッチャブル
  - 柴田英嗣
  - 山崎弘也
- えなりかずき
- テリー伊藤
- ピーター・バラカン
- 松嶋尚美（オセロ）
- 宮崎哲弥
- ムルアカ
- 森ゆうこ
- 山本一太
- 山本モナ

#### 第2弾
- アグネス・チャン
- 荒俣宏
- アンタッチャブル
  - 柴田英嗣
  - 山崎弘也
- 片山さつき
- サヘル・ローズ
- テリー伊藤
- にしおかすみこ
- 鳩山邦夫
- 鳩山由紀夫
- 原口一博
- ピーター・バラカン
- 宮崎哲弥

### スペシャルゲスト
- 中曽根康弘（元・内閣総理大臣）
- 石原慎太郎（元・東京都知事）
- 鳩山由紀夫（元・内閣総理大臣）
- 鳩山邦夫　（元・総務大臣）

### インタビューをした大物外国人元政治家
- ヘンリー・キッシンジャー（アメリカ）
- ミハイル・ゴルバチョフ（ロシア）
- コラソン・アキノ（フィリピン）
- アルベルト・フジモリ（ペルー）
- コフィー・アナン（ガーナ・第7代国連事務総長）

### インタビューをした大物外国人政治家・国家元首
- ムスワティ3世（スワジランド・国王）
- エボ・モラレス（ボリビア）

## スタッフ
- ナレーション：槇大輔、大塚芳忠、広中雅志
- 構成：中野俊成、川島浩司、佐藤公彦、満友研、長谷川大雲、志村和哉
- リサーチ：フリード、ニューズクリエイト
- TM：古井戸博
- SW：木村博靖
- CAM：荻野高康
- MIX：加賀金重郎
- AUD：大竹弘一
- VE：笈川太
- 照明：内藤晋
- 美術プロデューサー：高野豊
- 美術デザイン：栗原純二
- 大道具：泉慎一
- 電飾：岩井直樹
- 小道具：吉田浩
- 衣裳：須崎美和
- 造園：安澤淳
- モニター：ジャパンテレビ
- 編集：望月武
- MA：藤田恵美
- 音効：黒澤隆昌・村松聡（佳夢音）
- TK：南田めぐみ
- 編成：服部一孝
- 広報：西室由香里
- デスク：大黒紫
- 報道班スーパーバイザー：畑山篤、粕谷賢之
- 取材コーディネート：孤野由久、氷室周一、後藤俊哉、岩崎建、片田やよい、鈴木杏奈、福井由紀子
- AP：橋本孔一、池田千草、鈴木美江子、飯島共栄子
- スタジオD：後藤隆一郎
- 取材ディレクター：水野達也、藤重道治、山名田亜生、鈴木紅昭
- プロデューサー：齋藤寿弥、岩間玄、前田憲昭
- 演出：宮本誠臣
- 総合演出：掛水伸一
- チーフプロデューサー：政橋雅人、岡田泰三
- 海外協力：服部年伸、エリコ通信社、REIKOTUR S.A、シデ・ブータン、Japan Africa
- 取材協力：ITNソース、BBC MOTION GALLERY、アマナイメージズ、アフロ、ガッディイメージズ、奈良 長谷寺
- 技術協力：NiTRo、読売映像、八峯テレビ、共同テレビジョン
- 美術協力：日テレアート
- 企画協力：オフィス北野
- 制作協力：ジーヤマ、AX-ON
- 製作著作：日テレ